# Professor Wendel
Wendel Cristiano Soares de Mesquita (Belo Horizonte, 23 de novembro de 1979), mais conhecido como Professor Wendel  , é um político brasileiro. Atualmente é deputado estadual eleito pelo Solidariedade.
Nas eleições de 2018, foi candidato a deputado pelo Solidariedade e foi eleito com 31.722 votos.
Em outubro de 2018, Wendel foi eleito deputado estadual com 31.722. Atualmente integra as Comissões de Educação, Ciência e Tecnologia, Cultura e Defesa dos Direitos da Pessoa com Deficiência Física. 